# Auguste-Louis-Dominique Delpech
Auguste-Louis-Dominique Delpech (født 3. august 1818 i Paris, død 5. september 1880 i Croissy-Beaubourg) var en fransk læge.
Delpech fik Prix Montyon 1845 for Mémoire sur les épidémies de l'année 1844. Han tog doktorgraden 1846 og blev senere professor agrégé og læge ved hospitalet Necker. Delpech beskæftigede sig særlig med fabriks- og industrihygiejne (svovlkulstofforgiftninger). Han skrev 1864 De la ladrerie du porc og blev derefter medlem af Académie impériale de médecine. Delpech sendtes af regeringen til Tyskland for at studere trikinoseepidemier. Beretningen om disse, Les trichines et la trichinose chez l'homme et les animaux udkom 1866. Delpech udnævntes til medlem af Conseil d'hygiène publique et de salubrité og af Conseil municipal.